# Tullujärvi
Tullujärvi är en sjö i Finland. Den ligger i kommunen Enare i landskapet Lappland, i den norra delen av landet, 1 000 km norr om huvudstaden Helsingfors. Tullujärvi ligger 144,9 meter över havet. Arean är 69 hektar och strandlinjen är 7,28 kilometer lång. Sjön  ingår i Pasvik älvs huvudavrinningsområde. 